# Rijksbeschermd gezicht Heemraadssingel-Mathenesserlaan
Gezicht Heemraadssingel-Mathenesserlaan is een van rijkswege beschermd stadsgezicht in het gebied rondom de Heemraadssingel en de Mathenesserlaan in Rotterdam in de Nederlandse provincie Zuid-Holland. De procedure voor aanwijzing werd gestart op 27 maart 2009. Het gebied werd op 5 november 2014 definitief aangewezen. Het beschermd gezicht beslaat een oppervlakte van 57 hectare.
Panden die binnen een beschermd gezicht vallen krijgen niet automatisch de status van beschermd monument. Wel zal de gemeente het bestemmingsplan aanpassen om nieuwe ontwikkelingen in het gebied te reguleren. De gezichtsbescherming richt zich op de stedenbouwkundige en cultuurhistorische waardering van een gebied en wil het toekomstig functioneren daarvan veiligstellen.